# هایپروایزر
هایپروایزر (به انگلیسی: Hypervisor) یا ناظر ارشد یا شبیه‌ساز یا فراناظر ماشین مجازی (به انگلیسی: virtual machine monitor (VMM)) نوعهی برنامه کامپیوتری است که اجازه ساخت و اجرای ماشین‌های مجازی را می‌دهد. در واقع با توجه به اینکه اصطلاح هایپروایزر برگرفته از سوپروایزر می‌باشد و از لحاظ مفهوم هایپر بالاتر از سوپر است، در نتیجه هایپروایزر ناظری بر یک ناظر دیگر شناخته می‌شود. ماشینی که هایپروایزر در آن اجرا می‌شود به عنوان ماشین میزبان شناخته می‌شود و هر ماشین مجازی ساخته شده روی آن ماشین میهمان خوانده می‌شود. ماشین میزبان برای هر میهمان یک سخت‌افزار مجازی فراهم و آن ماشین را مدیریت می‌کند. هایپروایزر شامل دو گونه می‌شود که در زیر بدان‌ها اشاره شده‌است.

هایپروایزرهای گونه ۱ و گونه ۲

## هایپروایزر گونه ۱
در هایپروایزر گونه نخست یا Type 1 Hypervisor، هایپروایزر برای پشتیبانی از ماشین‌های مجازی به‌طور مستقیم روی سخت‌افزار نصب می‌شود. از جمله هایپروایزرهای گونه نخست می‌توان به مایکروسافت هایپروی (Microsoft Hyper-v)، وی‌ام‌ویر ای‌اس‌اکس (VMware ESX/ESXi)، اوراکل وی‌ام سرور (Oracle VM Server)، لینوکس کی‌وی‌ام (Linux KVM) و سیتریکس زن سرور (Citrix Xen Server) اشاره کرد. همچنین هایپروایزر گونه ۱ را با نام‌های دیگری چون هایپروایزر مستقل/اصلی (Native Hypervisor) و هایپروایزر ماشین لخت/فلز لخت (Bare Machine/Metal Hypervisor)
نیز می‌شناسند.

## هایپروایزر گونه ۲
هایپروایزر گونه ۲ یا Type 2 Hypervisor قابلیت نصب روی سیستم عامل را دارد. از جمله هایپروایزرهای گونه ۲ که به آن هایپروایزر وابسته نیز گفته می‌شود می‌توان به مایکروسافت ویرچوال پی‌سی (Microsoft Virtual PC)، وی‌ام‌ویر ورک‌استیشن (VMware Workstation) و اوراکل ویرچوال باکس (Oracle Virtual Box) اشاره نمود. تفاوت نوع اول و دوم در این است که در این حالت hypervisor به شدت به OS میزبان وابسته بوده و درصورتی که برای آن مشکلی به وجود آید بر سایر سیستم عامل‌های مجازی میهمان هم بی تأثیر نخواهد بود.